# Australia en los Juegos Paralímpicos de Sochi 2014
Australia estuvo representada en los Juegos Paralímpicos de Sochi 2014 por ocho deportistas, cuatro mujeres y cuatro hombres.

## Medallistas
El equipo paralímpico australiano obtuvo las siguientes medallas:
| Nombre            | Deporte      | Evento                                       |
| ----------------- | ------------ | -------------------------------------------- |
| Oro               |              |                                              |
| —                 |              |                                              |
| Plata             |              |                                              |
| —                 |              |                                              |
| Bronce            |              |                                              |
| Jessica Gallagher | Esquí alpino | Eslalon gigante discapacidad visual femenino |
| Toby Kane         | Esquí alpino | Supercombinada de pie masculino              |